# Alambic Dieudonné Corydon Talon
Pour les articles homonymes, voir Talon.
Alambic Dieudonné Corydon Talon est un personnage de la série de bandes dessinées Achille Talon, de Greg. C'est le père du héros.
Le plus souvent nommé « Papa » ou « Papa Talon », il est dessiné tout semblable à son fils, mais avec une grosse moustache rousse. C'est un personnage positif, bon vivant, grand amateur de bière (ou d'autres boissons fortes à l'occasion) dont il fait une consommation déraisonnable. Il vit sous l'œil vigilant de son épouse Maman Talon, mère du héros, qui ne lui ressemble en rien.
Il désigne régulièrement Achille Talon par la périphrase « mon fils à moi ». Son juron préféré est : « Mille cannettes ! ».
Quelques allusions dans plusieurs albums révèlent que Papa Talon est un ancien combattant qui a servi au cours de la débâcle française de 1940 et qui a passé un certain temps dans les Bat d'Af', les troupes disciplinaires en Afrique du Nord.
Papa Talon a eu droit à sa propre série parue dans Achille Talon magazine.

## Citations
- « Au-dessous de certains prix, on paye cher toute illusion »
- « Bière qui mousse n'harasse pas foule »
- « Attention, Talon! Tu mets le pied sur un terrain qui pourrait bien te retomber su le nez! »
- « L'amitié est en ce monde aride et sec à peu près le seul prétexte à trinquer qui s'offre au pauvre citoyen noyé dans le désert de l'indifférence.»
- « Hop! »
- « Bof! »